# Krater Yilan
Krater Yilan – krater uderzeniowy w prowincji Heilongjiang w północno-wschodnich Chinach, w paśmie Małego Chinganu, na północny zachód od gminy miejskiej Yilan w powiecie Yilan. Jego rozmiary czynią go większym niż arizoński Krater Meteorytowy i tym samym jest największym kraterem uderzeniowym o wieku nie przekraczającym 100 tys. lat.
Południowy brzeg krateru został zerodowany, podczas gdy jego północna krawędź jest widoczna jako grzbiet w kształcie półksiężyca. Krater ma średnicę 1,85 km, a krawędź wznosi się maksymalnie na 150 metrów od jego dna. Datowanie radiowęglowe wskazuje na powstanie w przedziale od 46 100 do 52 500 lat temu.